# Marktkraam

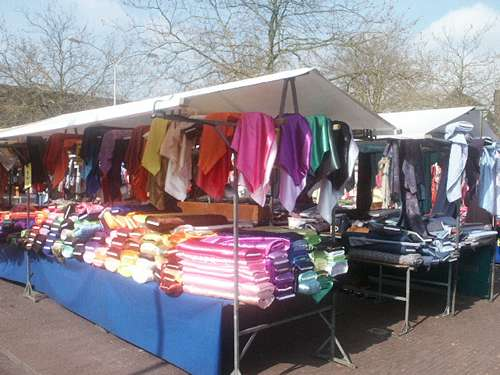
Textielmarkt in Doetinchem.

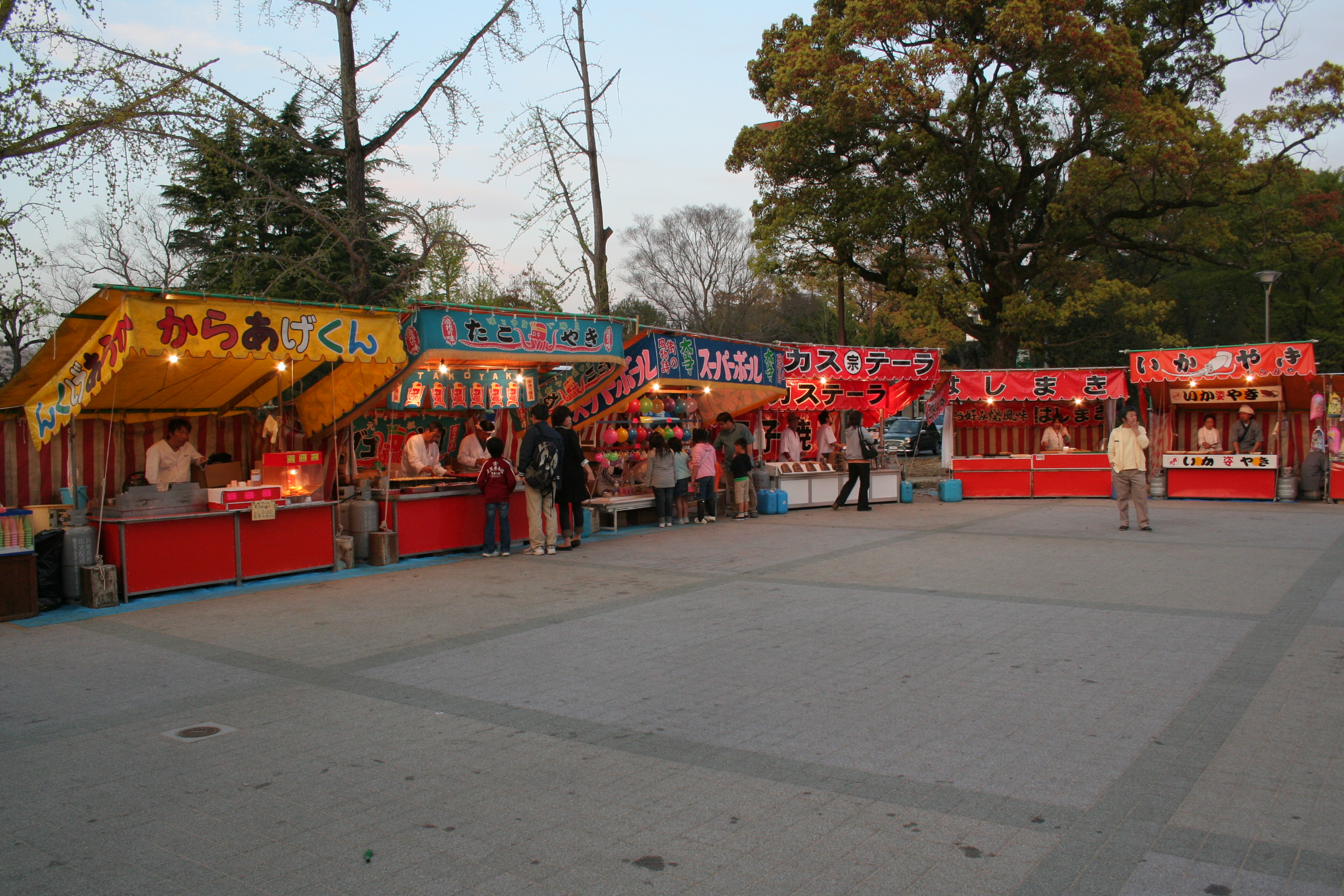
Marktkramen in Japan.

Een marktkraam is een langwerpige overdekte tafel waarop verkoopwaar staat of ligt uitgestald voor potentiële kopers. Een marktkraam wordt doorgaans uitsluitend gebruikt voor de ambulante handel, dus verkoop van waren in de publieke ruimte. Een verzameling kramen wordt een markt genoemd. De verkoper die de marktkraam uitbaat wordt kramer of marktkoopman of -vrouw genoemd.

## Constructie
In Nederland en België bestaat een marktkraam meestal uit twee metalen frames van gegalvaniseerd staal, ook wel staanders genoemd, waarop planken variërend in lengte (vaak: 2 of 3 meter) kunnen worden gelegd, hierop wordt een zeil gelegd om daarop de waren uit te stallen. Bovenop de staanders wordt een waterdicht zeildoek van pvc over de breedte van de kraam gelegd, dat op zijn plaats wordt gehouden door drie balken die soms al in het zeildoek zitten verwerkt of die los zijn meegeleverd; in het laatste geval moet het zeil worden vastgezet met marktkraamklemmen.
De constructie van marktkramen en de materialen waaruit zij zijn vervaardigd, verschillen per land en regio. De constructie is eigenlijk altijd aangepast op frequent voorkomende weersomstandigheden.

## Origine
De vroegste vorm van een marktkraam waren reguliere tafels waarop koopwaren lagen uitgestald of waaraan ambachtslieden hun ambacht uitvoerde. Later hebben deze tafels een afdak gekregen om de waren enigszins te beschermen tegen regen en intense zonneschijn, het was tevens een manier om meer op te vallen en dus om kopers naar de kraam te lokken.

## Trivia
- Naar verluidt is de term bankroet afgeleid van de Italiaanse term bancarotta. Dit verwijst naar het gebruik van soldaten om de tafels (banca), de voorlopers van de moderne marktkramen, van koopmannen op Ponte Vecchio, te Florence kapot te trappen als dezen het verschuldigde staangeld niet konden betalen.[3]